# Бон-Тассийи
Бон-Тассийи́ (фр. Bons-Tassilly) — коммуна во Франции, находится в регионе Нижняя Нормандия. Департамент коммуны — Кальвадос. Входит в состав кантона Фалез-Север. Округ коммуны — Кан.
Код INSEE коммуны — 14088.

## Население
Население коммуны на 2010 год составляло 385 человек.
| 1962 | 1968 | 1975 | 1982 | 1990 | 1999 | 2010 |
| ---- | ---- | ---- | ---- | ---- | ---- | ---- |
| 365  | 394  | 345  | 354  | 332  | 387  | 385  |

## Экономика
В 2010 году среди 235 человек трудоспособного возраста (15—64 лет) 182 были экономически активными, 53 — неактивными (показатель активности — 77,4 %, в 1999 году было 69,7 %). Из 182 активных жителей работали 166 человек (91 мужчина и 75 женщин), безработных было 16 (9 мужчин и 7 женщин). Среди 53 неактивных 20 человек были учениками или студентами, 19 — пенсионерами, 14 были неактивными по другим причинам.